# Brusio
Brusio (äldre tyskt namn: Brüs, äldre rätoromanskt namn: Brüsch) är en ort och kommun i dalen Val Poschiavo, region Bernina,  i den schweiziska kantonen Graubünden. Den ligger längst ner i dalen och gränsar i väster, söder och öster till Italien. Kommunen har 1 105 invånare (2023).  I kommunen finns även orterna Campascio, Campocologno och Viano.

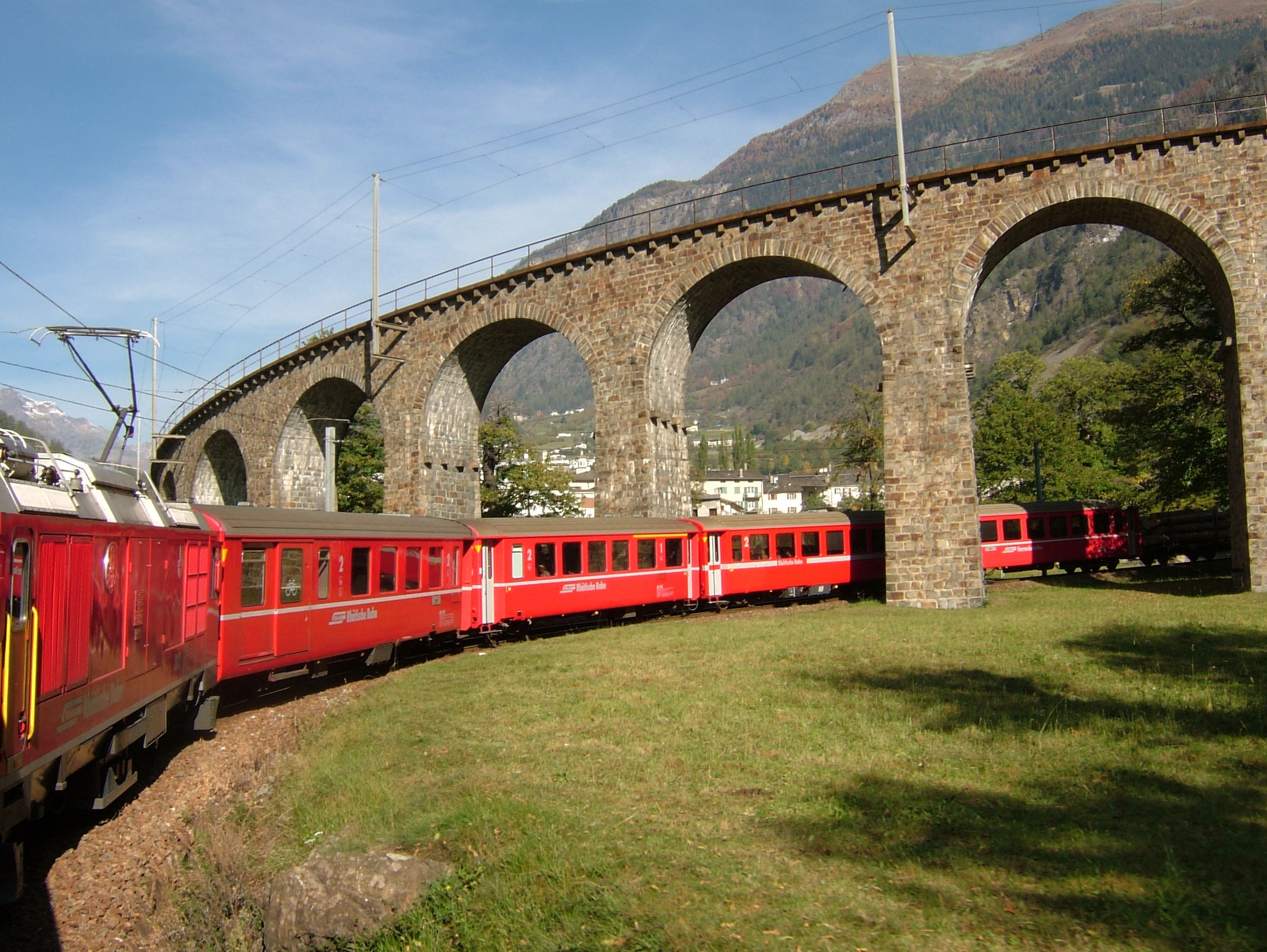
Vändviadukten i Brusio på Berninabanan

.